# Gradac (rivière)
Pour les articles homonymes, voir Gradac.
Le Gradac (en serbe cyrillique : Градац) est une rivière de l'ouest de la Serbie. Affluent de la Kolubara, elle coule sur 30 km et fait partie du bassin versant de la mer Noire.

## Parcours
Le Gradac prend sa source au pied du mont Povlen. Il passe près du village de Bogatić et à proximité du monastère de Ćelije ; dans cette partie de son cours, il coule à travers un canyon. À Valjevo, il se jette dans la Kolubara.

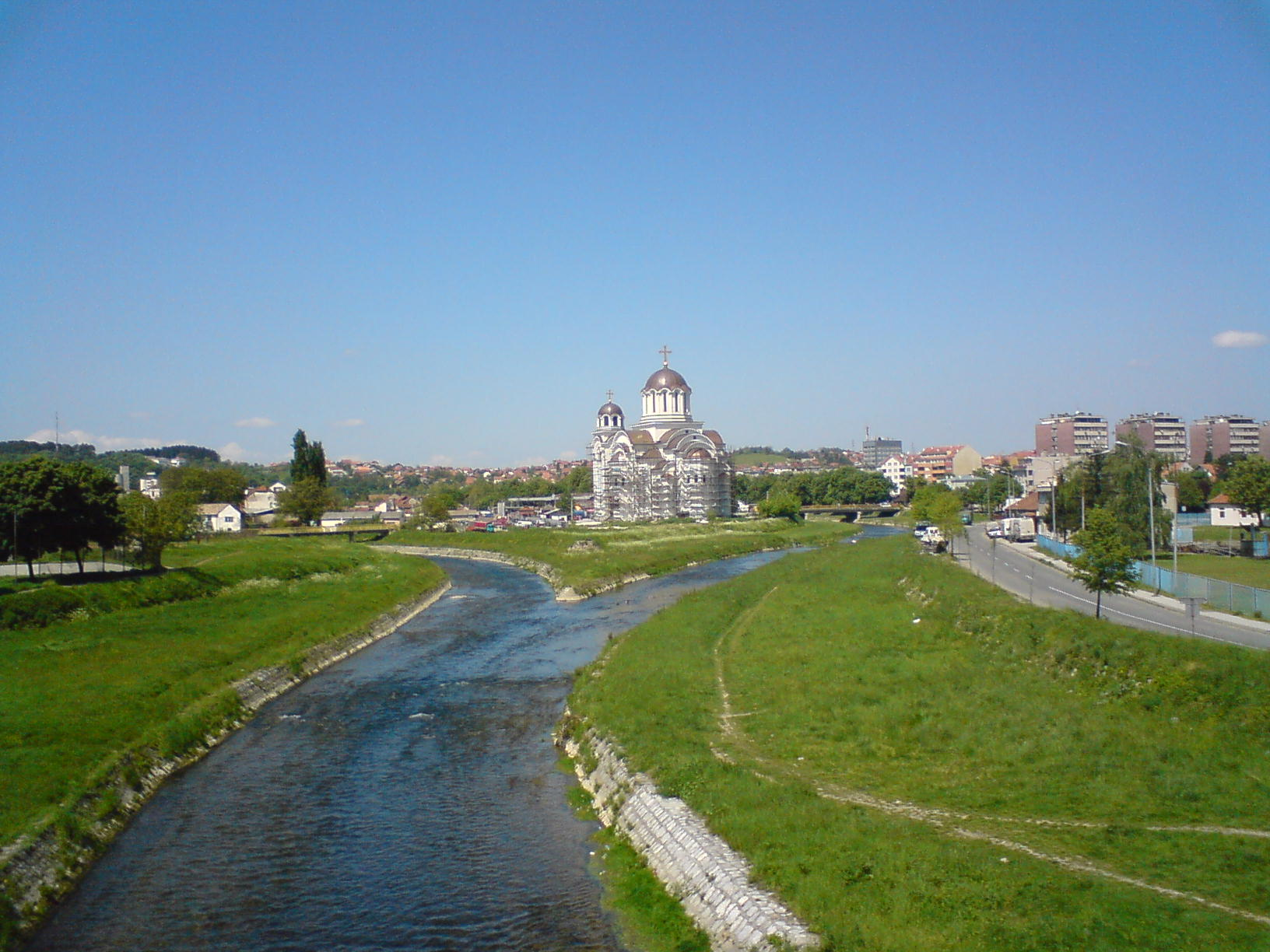
Le confluent du Gradac et de la Kolubara à Valjevo